# Real Time (Itálie)
Real Time je italský televizní kanál vlastněný Discovery Networks Europe.
Tento kanál začal vysílat 1. října 2001 a stal se tak šestým televizním kanálem ze sítě Discovery v Itálii. Kanál je vytvářen především pro ženské publikum ve věku 25-44 let a vysílá jak italské tak zahraniční pořady.
7. dubna 2009 začal kanál využívat novou grafiku a logo, které už bylo ale předtím používáno ve Francii v lokální verzi tohoto kanálu.

## Real Time +1
Tento kanál má také časově posunutou verzi-Real Time +1, která vysílá obsah kanálu o hodinu později. Tato verze je dostupná na satelitní platformě Sky Italia na kanále 127.

## Vysílané pořady
- Gite gastronomiche
- Tutto in un Weekend
- Cortesie per gli ospiti
- Il giardiniere
- Reparto maternità
- Chirurgia Plastica
- Wedding Planners
- Le cose che odio di te
- Paint Your Life
- Zenzero
- L'Ost
- Bimbi fatti in casa
- Miami Ink
- Vita al pronto soccorso
- Emozioni in vitro
- Mamme nella Rete
- Cerco casa...disperatamente
- Vendo casa...disperatamente
- Ma come ti vesti?!
- Chef per un giorno
- Chef a domicilio
- Fuori menù
- Fantasmi
- Il boss delle torte